# Georg Carstensen
Johan Bernhard Georg Carstensen (født 31. august 1812 i Algier, død 4. januar 1857 i København) var en dansk officer og iværksætter. Han var grundlægger af Tivoli, Casino og Alhambra, 3 forlystelsessteder i København. Han var bror til guvernør Edward James Arnold Carstensen (1815-1898) og søofficeren William August Carstensen.

## Baggrund
Hans far, Hieronymus Carstensen (1783-1853) var diplomat, og Carstensen tilbragte en stor del af sin barndom i den nære orient. Skolegangen foregik dog i København og på kostskolen Herlufsholm. Siden fulgte mange rejser, og en militær karriere i Livjægerkorpset endte med rangen løjtnant.

## Tivoli
I årene 1835-1837 rejste han i Spanien, Marokko og Algier. Via Paris var han 1837-1838 i USA, og kom efter et ophold i England og Frankrig tilbage til København i 1839. Der begyndte han udgivelsen først af det litterær-artistiske tidsskrift Portefeuillen (1839-1841) og senere af Figaro (1841-1842). Bladenes abonnenter blev indbudt til store festaftener, hvor smuk belysning, udskænkning, musik og til slut fyrværkeri skabte opmærksomhed om hans tidsskrifter. H.C. Lumbye var kapelmester ved mange af disse fester, der enten foregik i Kongens Have, Classens Have eller på Christiansborg Ridebane. Inspireret af disse festers succes, bad han kong Christian 8. om tilladelse til at opføre en forlystelseshave, inspireret af Londons såkaldte Vauxhall Gardens, på det gamle voldterræn. "Når folket morer sig, politiserer det ikke," argumenterede han, og det gjorde indtryk på Christian 8. Carstensen fik fra 1843 eneret i 5 år til i København eller en af byens forstæder at anlægge et såkaldt Tivoli under Navn af Kjøbenhavns Tivoli og Vauxhall, og 15. august 1843 åbnede Tivoli sine porte for første gang. Carstensen havde selv designet det meste af boder, pavilloner og restauranter, og kunne glæde sig over en strålende modtagelse fra første dag. I dag er dog ingen af hans originale træbygninger bevaret.
I 1847 forsøgte han at gentage succesen og åbnede et vintertivoli, som han kaldte Casino. Det gik dog galt. Casino gik fallit, men blev af andre omdannet til en folkelig teaterbygning, der i mange år var hjemsted for koncerter, vaudeviller, revyer og anden underholdning. I 1848 deltog Carstensen i Treårskrigen i Slesvig, og da han kom tilbage, ville Tivolis bestyrelse ikke lade ham genindtræde i havens ledelse, sandsynligvis fordi de fandt ham for flyvsk og ude af stand til at indordne sig under en solid daglig drift. Hans styrke var udviklingen af idéer, mens lønsom drift af et aktieselskab ikke lå ham meget på sinde.

## Efter Tivoli
Efter uoverensstemmelsen med Tivoli drog Georg Carstensen til De dansk-vestindiske øer og meldte sig i hæren der. I 1852 rejste han til New York, hvor han bl.a. tegnede en udstillingsbygning til Verdensudstillingen i 1853 sammen med en tysk arkitekt.
I 1855 var Carstensen igen tilbage i København med sine idéer, og forsøgte at skabe et konkurrerende etablissement til Tivoli, nemlig Alhambra i maurisk stil på Frederiksberg, hvor gadenavnet Alhambravej er det eneste minde om fiaskoen. Alhambra skulle blive endnu større og flottere end Tivoli, men så døde Carstensen et halvt år før haven skulle åbne i 1857. Det ambitiøse projekt gik ikke godt, da manglende gadebelysning gjorde adkomsten svær i den mørke tid, og uden opvarmning i koncertsalen, sad publikum og frøs. Investorerne, bl.a. komponisten Emil Horneman, mistede deres penge. Andre drev Alhambra videre til 1869, hvor det hele blev revet ned og grunden udstykket.
Et andet projekt Carstensen udtænkte, var anlægget af en af Københavns første sporvognsruter. Han ansøgte i begyndelsen af 1856 om at få tilladelse til at anlægge og drive en sporvognslinie mellem Frederiksberg Runddel og Tivoli. Han døde inden den blev realiseret, men andre førte projektet videre. 1844 var han blevet kgl. agent.

## Vurdering
H.C. Andersen skrev dette vers om Carstensen (sandsynligvis i 1854)
| Citat | Som vildsom Fugl Du flere Gange fløi Bort fra dit Hjem, fra vore grønne Øer, Og Blæsten peb og Skramlet gjorde Støi, Det ferske Hverdags-Liv har slemme Søer Nu flyver Du igjen, men mere stærk, Vi kjende dit Talent, som Du det kjender. Du viste Villie — og vi see dit Værk, Et Glædes-Blus her det i Øiet brænder; Godt er dit Hjerte, Du har Ungdoms Hu, Hvo svinger Glædens Tryllestav som Du. | Citat |
|       | |       |

Robert Neiiendam skriver i Dansk biografisk Leksikon om Carstensen: "Det letsindige og omskiftelige i hans Livsførelse tillod ingen i Samtiden at fælde en retfærdig Dom om hans Personlighed. Efter H.
C. Andersens Mening var han et Geni, Carl Ploug betragtede ham derimod som en litterær Probenreuter. Paa en Maade havde de begge Ret. Carstensens springske Fantasi og letvakte Begejstring gav ham et Præg af Genialitet, men Løsheden i hans Karakter svækkede alt, hvad han foretog sig. Hans Brist var et Misforhold mellem hans Startglæde og hans Udholdenhed. P. Hansen sammenlignede hans Liv med et Lys, tændt i begge Ender: "Blussende og flammende, men hurtigt udbrændt.""
Han er begravet på Garnisons Kirkegård.
Der findes et maleri af Wilhelm Marstrand (derefter litografi). Satirisk pennetegning af samme ca. 1845 (Frederiksborgmuseet). Raderet mindeblad af Sophus Schack efter daguerreotypi. Buste af C.C. Peters 1868 i Tivoli. Statue af Anders Bundgaard 1903 sammesteds.